# Consejería de Fomento, Infraestructuras y Ordenación del Territorio de la Junta de Andalucía

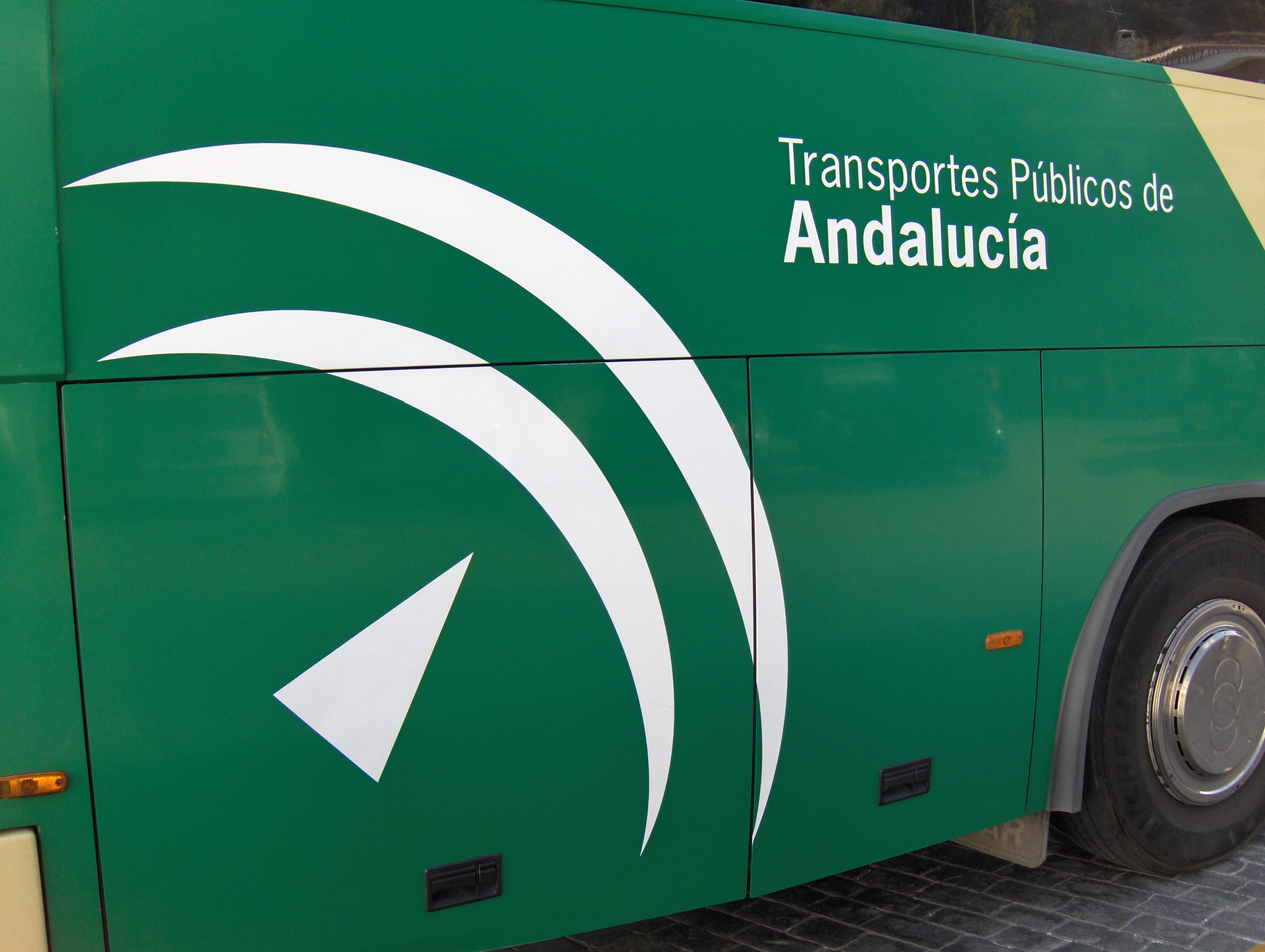
Autobús de con el logotipo de Transportes Públicos de Andalucía.

La Consejería de Fomento, Infraestructuras y Ordenación del Territorio fue el departamento de la Junta de Andalucía encargado de las competencias autonómicas en materia de obras públicas, infraestructuras, organización de transporte por carretera, ferroviario, marítimo y aéreo, y vivienda. Recibe este nombre desde el inicio de la XI legislatura (2019-2023). En la XII legislatura iniciada en julio de 2022 pasa a llamarse Consejería de Fomento, Articulación del Territorio y Vivienda.
Su actual consejera y máxima responsable es Rocío Díaz Jiménez y tiene su sede en la calle Pablo Picasso, n°6 de Sevilla.

## Entes adscritos a la consejería
- Agencia Pública de Puertos de Andalucía
- Gestión de Infraestructuras de Andalucía S.A.

## Lista de consejeros
| Nombre completo                   | Legis. | Inicio                | Fin                | Nombre de la consejería                                  |
| --------------------------------- | ------ | --------------------- | ------------------ | -------------------------------------------------------- |
| Jaime Montaner Roselló            | 3.ª    | 1986                  | 1990               | de Obras Públicas e Infraestructuras                     |
| Juan José López Martos            | 4.ª    | 1990                  | 1994               | -                                                        |
| Francisco Vallejo Serrano         | 5.ª    | 1994                  | 1996               | -                                                        |
| Francisco Vallejo Serrano         | 6.ª    | 1996                  | 2000               | -                                                        |
| Concepción Gutiérrez del Castillo | 7.ª    | 2000                  | 2004               | -                                                        |
| Concepción Gutiérrez del Castillo | 8.ª    | 2004                  | 2008               | -                                                        |
| Luis García Garrido               | 8.ª    | 2008                  | 2008               | de Obras Públicas y Transporte                           |
| María del Mar Moreno Ruiz         | 9.ª    | 2008                  | 2008               | de Obras Públicas y Transporte                           |
| Luis García Garrido               | 9.ª    | 2008                  | 2009               | de Obras Públicas                                        |
| Rosa Aguilar Rivero               | 9.ª    | 2009                  | 2010               | de Obras Públicas y Vivienda                             |
| Josefina Cruz Villalón            | 9.ª    | 21 de octubre de 2012 | 2012               | de Obras Públicas                                        |
| Elena Cortés Jiménez              | 10.ª   | 7 de mayo de 2012     | 2015               | de Fomento y Vivienda                                    |
| Felipe López García               | 11.ª   | 18 de junio de 2015   | 2019               | de Fomento y Vivienda                                    |
| Marifrán Carazo Villalonga        | 12.ª   | 22 de enero de 2019   | 3 de abril de 2023 | de Fomento, Infraestructuras y Ordenación del Territorio |
| Rocío Díaz Jiménez                | 13.ª   | 3 de abril de 2023    | en cargo           | de Fomento, Infraestructuras y Ordenación del Territorio |